# Oberderdingen
Oberderdingen je općina u njemačkoj pokrajini Baden-Württemberg, u okrugu Karlsruhe. Nalazi se oko 40 km sjeveroistočno od Karlsruhea.

## Stanovništvo
Oberderdingen ima oko 10.500 stanovnika, koji žive u dva naselja: Großvillarsu i Flehingenu.

## Ugovori o partnerstvu
- Heinfels, Austrija

## Vanjske poveznice
- Službena stranica (njem.)